# Thác Bạt Y Lư
Thác Bạt Y Lư (tiếng Trung: 拓跋猗盧; bính âm: Tuòbá Yīlú) (?-316) là một thủ lĩnh tây bộ Thác Bạt từ năm 295 đến 307, thủ lĩnh tối cao của Thác Bạt từ năm 307 đến 316, Đại công từ năm 310 đến 315, vau đầu tiên của nước Đại Thác Bạt từ năm 315 đến 316. Ông là con trai của Thác Bạt Sa Mạc Hãn và là anh em với Thác Bạt Y Đà và Thác Bạt Phất.
Năm 295, Thác Bạt Lộc Quan, thủ lĩnh Thác Bạt (một nhánh của người Tiên Ti) đã phân chia lãnh thổ nằm dưới quyền kiểm soát của người Thác Bạt thành ba khu vực: một vùng đất rộng lớn trải rộng về phía tây từ Bạch Sơn (đông bắc Trương Gia Khẩu), đến Đại (Đại Đồng, Sơn Tây); một khu vực từ Thịnh Lạc (phía nam của Hohhot) và xa hơn nữa; một khu vực trung tâm, bao gồm phía bắc của Sơn Tây và các vùng ở phía bắc của nó. Thác Bạt Y Lư được phong làm thủ lĩnh tây bộ. Với vai trò là thủ lĩnh tây bộ Tiên Ti, Thác Bạt Y Lư đã đánh bại Hung Nô và Ô Hoàn ở phía tây, có được sự ủng hộ của người dân các sắc tộc Hán và Ô Hoàn, cộng thêm người dân sắc tộc Tiên Ti của ông. Năm 304, Thác Bạt Y Lư cùng với Thác Bạt Y Đà đã hội quân cùng với quân Tấn và đánh bại được Lưu Uyên. Năm 305, Thác Bạt Y Đà chết, và năm 307 Thác Bạt Lộc Quan cũng mất, do vậy Thác Bạt Y Lư trở thành thủ lĩnh tối cao của bộ lạc Tiên Ti.
Bản thân cái tên "Đại" bắt nguồn khi Thác Bạt Y Lư được nhà Tấn lập làm Đại công (代公) và ban cho năm quận vào năm 310 vì đã giúp đỡ Lưu Côn, thứ sử Tịnh Châu (nay là tỉnh Sơn Tây), đánh nước Hán Triệu của người Hung Nô. Thái ấp này sau đó đã phát triển thành một công quốc dưới triều đại Tây Tấn vào năm 315. Năm 312, Thác Bạt Y Lư trợ giúp Lưu Côn để thu hồi lại Tấn Dương từ tay tướng Lưu Diệu của Hán Triệu. Năm 313, Thác Bạt Y Lư lấy Thịnh Lạc làm bắc đô, lấy Bình Thành làm nam đô, cho con trai cả Thác Bạt Lục Thu trấn giữ phần phía nam của công quốc. Khi Thác Bạt Y Lô chỉ định người con trai út là Thác Bạt Bỉ Diên (拓跋比延) làm người kế vị thay vì con trai cả Thác Bạt Lục Tu (拓跋六修), điều này đã dẫn đến tranh chấp giữa ông và Thác Bạt Lục Tu. Sau khi Thác Bạt Lục Tu giết chết ông nhằm tranh giành thừa kế, Thác Bạt Phổ Căn lên ngôi kế vị vào năm 316.